# Estado de Bacares
El estado de Bacares fue un señorío español del reino de Granada cuyo término correspondía a los actuales municipios andaluces de Gérgal, Bacares y Velefique, en la sierra de los Filabres y provincia de Almería. Se sucedió en la casa de los condes de la Puebla del Maestre hasta la abolición de los señoríos en España, en la primera mitad del siglo XIX.
Tras culminar la Reconquista con la toma de Granada, los Reyes Católicos quisieron premiar a los principales nobles que habían tomado parte en la Guerra de Granada 
repartiéndoles tierras y vasallos de aquel reino, en régimen de señorío.  
En este repartimiento, las villas de Gérgal y Bacares, con sus términos y jurisdicción, fueron concedidas el 18 de junio de 1492 a Alonso de Cárdenas (c.1425-1493), maestre de la Orden de Santiago. Los reyes le donaban estas villas y sus términos y todo cuanto en ellos les pertenecía: «con sus castillos, fortalezas, vasallos, jurisdicción alta y baja, mero y mixto imperio, diezmos y alcabalas».
La merced era «por juro de heredad» y facultaba al concesionario para enajenar las villas libremente. Los mudéjares que las habitaban pasaban a ser vasallos del nuevo señor y estaban obligados a pagarle los «diezmos de los moros», tributo eclesiástico que había sido cedido a los Reyes Católicos por el papa Inocencio VIII. La Corona se reservaba como regalías los mineros, si los hubiere, y las tercias reales que se habrían de cobrar cuando estas villas fuesen pobladas por cristianos, así como los pedidos, moneda y moneda forera. Alonso de Cárdenas recibía el castillo de Gérgal y el de Bacares, con obligación de repararlos y mantenerlos en servicio del rey, y con prohibición de construir nuevas fortalezas.
Con fecha de un día después, el 25 de junio de 1492, los mismos reyes concedieron las villas de Senés y Velefique, en las mismas condiciones de la anterior donación, a Juan Téllez Girón (1456-1528), II conde de Ureña, hijo ilegítimo del maestre de Calatrava Pedro Girón. Pocos años después, el concesionario enajenó ambas villas por separado, entregando Senés a Enrique Enríquez... Y la villa de Velefique, a la que era anejo el lugar de Febeire, le fue adquirida a principios del XVI por Alonso de Cárdenas y Portocarrero (c.1475-1541), I conde de la Puebla del Maestre, que redondeaba así el señorío de Gérgal y Bacares, heredado del maestre Alonso de Cárdenas, su abuelo materno.
En 1625 el rey Felipe IV creó el Marquesado de Bacares como título de espera para los primogénitos de dicha casa condal, en cabeza de Diego de Cárdenas y Herrera, que doce años después sucedería como X conde de la Puebla del Maestre.
A mediados del XVIII, la poseedora del señorío y condado era Mariana Enríquez de Cárdenas y Portugal, que aparece consignada en el Catastro del Marqués de la Ensenada con sus títulos de duquesa viuda del Arco y condesa de Montenuevo, por los que era más conocida. Este dato ha inducido a confusión a diversos autores que afirman erróneamente que por entonces el estado de Bacares pertenecía a los duques de Arcos.